# Lorenzo Dellai
Lorenzo Dellai (ur. 28 listopada 1959 w Trydencie) – włoski polityk i działacz samorządowy, prezydent prowincji Trydent oraz prezydent regionu Trydent-Górna Adyga.

## Życiorys
W 1990 po raz pierwszy został burmistrzem Trydentu, reelekcję w wyborach bezpośrednich uzyskał w 1995. Na przełomie lat 1998 i 1999 przez kilka miesięcy był przewodniczącym rady regionu Trydent-Górna Adyga. W 1998 wygrał wybory na stanowisko prezydenta prowincji Trydent, ponownie wybierany na ten urząd w 2003 i 2008. Funkcję tę sprawował nieprzerwanie od 1999 do 2012.
W XIII i XIV kadencji samorządu regionalnego naprzemiennie z Luisem Durnwalderem powoływany na urząd prezydenta regionu na okres połowy danej kadencji – urząd ten zajmował w latach 2006–2009 i 2011–2013.
W 1998 Lorenzo Dellai został jednym z liderów regionalnej partii Civica Margherita, która w 2001 stała się prowincjonalnym oddziałem partii Margherita, zachowując pewną autonomię. W 2008 zainicjował powołanie nowej lokalnej formacji Unione per il Trentino, a rok później zaangażował się w działalność ogólnokrajowego ugrupowania Sojusz dla Włoch. W 2012 zaangażował się w zapoczątkowaną przez Lucę Cordero di Montezemolo inicjatywę tworzenia ruchu społecznego stanowiącego zaplecze polityczne dla premiera Mario Montiego. W 2013 wybrany do Izby Deputowanych XVII kadencji. W trakcie kadencji został liderem nowego ugrupowania pod nazwą Democrazia Solidale.
Lorenzo Dellai jest żonaty, ma troje dzieci. W 2002 odznaczony Komandorią Orderu Zasługi Republiki Włoskiej.